# كيفن غروتيرت
كيفن غروتيرت (بالإنجليزية: Kevin Jerotert) هو مخرج أمريكي ومحرر وكاتب سينمائي، إشتهر بعمله في سلسلة أفلام المنشار، بالإضافة إلى الرعب الخارق القائم على الشخصيات.
ولد في باسادينا، كاليفورنيا ثم بدأ مسيرته بأخراج سلسلة أفلام سو وبعض الأفلام الأخرى.